# بروکهیون (میسیسیپی)
بروکهیون (به انگلیسی: Brookhaven) شهری در ایالت میسیسیپی کشور ایالات متحده آمریکا است که جمعیت آن در سرشماری سال ۲۰۱۰ میلادی، ۱۲٬۵۱۳
نفر بوده‌است.